# Vườn quốc gia Acadia
Vườn quốc gia Acadia là một vườn quốc gia nằm ở về phía tây nam Bar Harbor tiểu bang Maine. Vườn quốc gia bảo tồn hầu hết khu vực tự nhiên đảo Mount Desert và các đảo nhỏ hơn nằm dọc theo bờ biển Maine. Ban đầu, nó được xếp hạng là Tượng đài Quốc gia Sieur de Mons vào năm 1916. Sau đó, nó được đổi tên thành Vườn quốc gia Fayette vào năm 1919. Đến năm 1929, nó chính thức được đổi tên thành vườn quốc gia Acadia.
Đây là vườn quốc gia lâu đời nhất của Hoa Kỳ nằm về phía đông của sông Mississippi. Trước đó, Chính phủ Canada đã chỉ định hai vườn quốc gia ở phía đông Ontario là Vườn quốc gia Quần đảo Thousand (1904) và Point Pelee (1919). Vườn quốc gia Acadia đón hơn 3,5 triệu lượt khách ghé thăm vào năm 2017.

## Lịch sử
Khu vực này ban đầu là nơi sinh sống của người Wabanaki.
Ngày 5 tháng 9 năm 1604, Samuel de Champlain đi xuôi theo bờ biển khu vực bây giờ là tiểu bang Maine quan sát một hòn đảo lớn ở bờ biển và đặt tên là đảo Mount Desert.
Thuộc địa truyền giáo đầu tiên của Pháp tại Mỹ được thành lập trên đảo Mount Desert vaoanawm 1613. Say này nó đã bị phá hủy không lâu sau đó bởi một tàu vũ trang của thuộc địa Virginia như là hành động chiến tranh đầu tiên trong cuộc đấu tranh kéo dài dẫn tới chiến tranh Pháp và Indian. Hòn đảo sau đó được cấp cho Antoine de la Mothe Cadillac bởi vua Louis XIV vào năm 1688 nhưng sau đó nhượng lại cho người Anh năm 1713. Thống đốc của Massachusetts là Sir Francis Bernard nắm quyền kiểm soát hòn đảo vào năm 1760. Năm 1780, Massachusetts cấp nửa phía đông của hòn đảo cho cháu gái của Cadillac là Mme. de Gregoire, trong khi con trai của Sir Francis Bernard là John vẫn giữ quyền sở hữu nửa phía tây.Du khách nghỉ hè trên đảo đầu tiên là vào năm 1855, và dịch vụ tàu hơi nước từ Boston tới đảo được khánh thành vào năm 1868. Đường sắt Green Mountain Cog được xây dựng từ bờ hồ Eagle đến đỉnh núi Cadillac vào năm 1888. Đến năm 1901, Cơ quan lập pháp Maine đã cấp cho hạt Hancock được quyền mua lại và quản lý đất đai của hòn đảo vì lợi ích công cộng. Vùng đất đầu tiên được quyên tặng bởi bà Eliza Homans ở Boston vào năm 1908, và 5,000 mẫu Anh (2,023 ha) đã được mua lại vào năm 1914.